# Dominic Mahony
Dominic Mahony, född den 26 april 1964 i Plymouth, Storbritannien, är en brittisk idrottare inom modern femkamp.
Han tog OS-brons i lagtävlingen i samband med de olympiska tävlingarna i modern femkamp 1988 i Seoul.